# Madres del Desierto

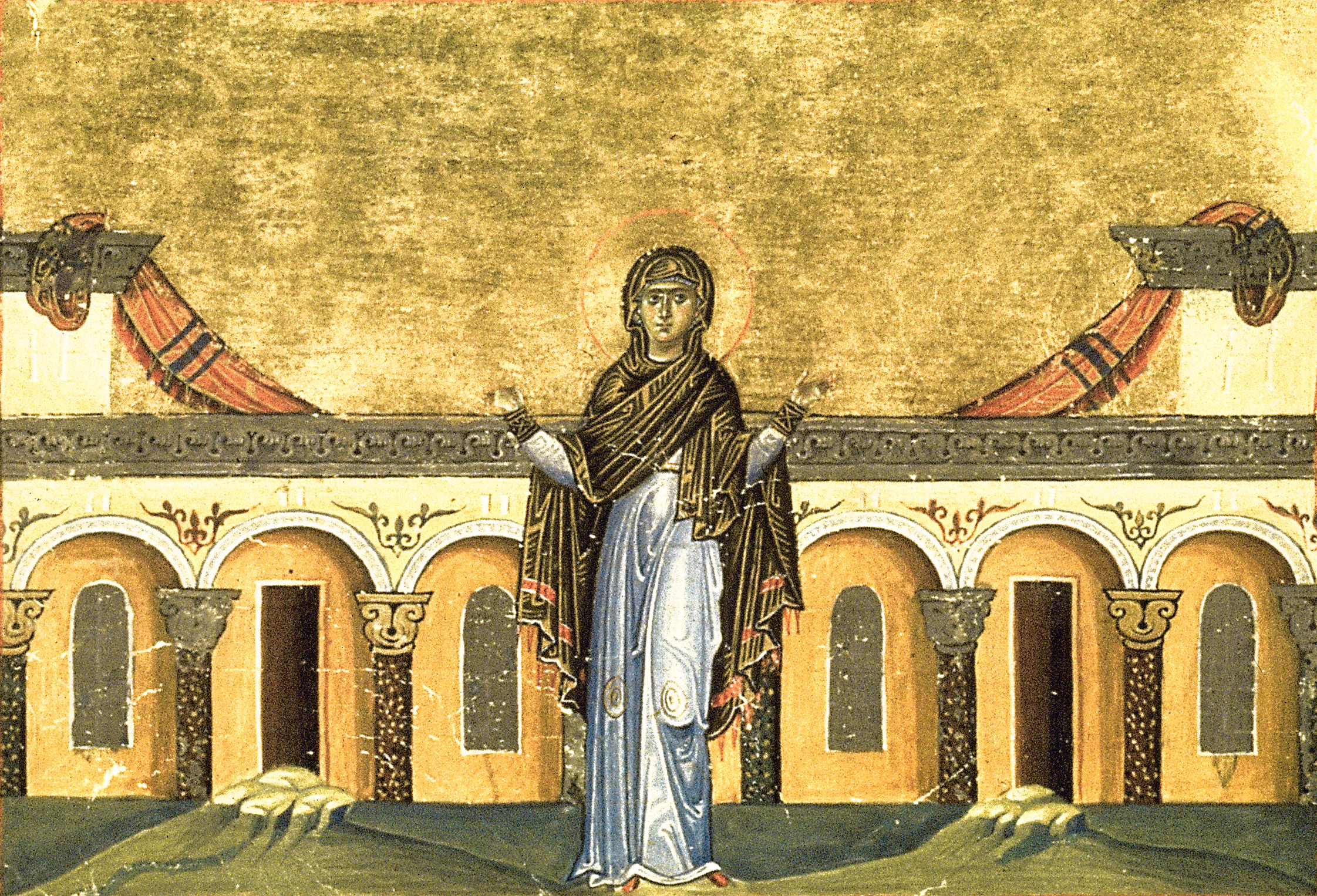
Pintura de Sinclética de Alejandría

Con la expresión Madres del desierto o "ammas del desierto" se conoce a las primeras mujeres del cristianismo primitivo que decidieron llevar, en el desierto, una forma de vida ascética, propia de ermitañas, anacoretas y monjas, similar a la forma de vida que adoptaron los Padres del Desierto. En los apotegmas que escribieron los Padres, hay referencias a las ammas y a los apotegmas que algunas de ellas escribieron. Se sabe que hubo mujeres que practicaron la vida anacorética. Algunas veces tuvieron que hacerlo vestidas como monjes, como fue el caso de santa Florecia (discípula de santa Triaise, virgen reclusa) o santa Rosalía de Palermo bajo una regla masculina o guía patriarcal. Sara, Sinclética de Alejandría y Teodora, a quienes se les atribuyen apophthegmata, no ocultaron su identidad femenina.
Algunas de sus influencias espirituales se pueden apreciar en la vida anacorética femenina de ciertas penitentes, similar a la que había llevado santa María Magdalena, como lo fue la vida de santa María Egipcíaca; también se destaca en esta época la influencia y obra del Itinerario espiritual de Etheria.

## Historia

Las diócesis de Egipto en el año 400 d. C.

La religión nacida en Palestina en el seno de comunidades judeocristianas logró propagarse por otras ciudades y países del Imperio romano, llegando a organizarse bajo el primado de la comunidad romana.

No hay duda de que las mujeres estaban involucradas de un modo más intenso en la primera difusión del cristianismo de lo que las fuentes, bajo su prisma centrado en el hombre, sugieren. En consecuencia, los estudios actuales sobre la mujer se esfuerzan en gran medida en redescubrir a las primeras mártires cristianas, las profetisas y las maestras.
Hans Küng

En el siglo II se planteó la polémica entre los partidarios de una religión que prometía la gnosis, el conocimiento redentor de los orígenes del mal, y los que promovían la fe en el conocimiento de la verdad revelada. Estos últimos fueron los mayoritarios y fijaron cánones sobre qué era cristiano. Uno de estos cánones es el que estableció a quién correspondía el cargo de obispo y en qué consistiría. Entre otras cosas, les correspondía decidir la correcta enseñanza «apostólica» sobre la base de la «sucesión apostólica». Los obispos, explica Hans Küng, desplazaron a los doctores carismáticos, y también a los profetas y a las profetisas.

Desafortunadamente, el establecimiento de estructuras jerárquicas imposibilitó especialmente la verdadera emancipación de la mujer, y aún es así.(...) El ethos de «igualdad» de los primeros cristianos se hacía valer predominantemente en la esfera privada, pero la educación, un noble ideal helénico, normalmente se le negaba a las mujeres. La dominación masculina se implantó por completo, especialmente en la esfera de lo sagrado. Incontables teólogos y obispos abogaban por la inferioridad de la mujer y, contrariamente a todo lo permitido y deseado en la iglesia primitiva, reclamaban la exclusión de las mujeres de todo ministerio en la iglesia.
Hans Küng

A comienzos del siglo III, el emperador Constantino decretó que el cristianismo fuera equiparado a la religión pagana (Edicto de Milán, 313) y promovió la tolerancia religiosa. Al mismo tiempo logró la unidad ideológica y administrativa del Imperio Romano a través del Concilio de Nicea que, como emperador, convocó en el año 325. La capital fue trasladada a Bizancio. A la muerte de Constantino, las demás religiones fueron erradicadas hasta que, a finales del siglo IV, Teodosio decretó la prohibición general de los cultos paganos y los ritos de sacrificio. Después del fallecimiento de Teodosio, el Imperio se dividió en el de Oriente y el de Occidente. Aquel perduró como Bizancio hasta mediados del siglo XV. A finales del siglo V se produjo la caída del Imperio Romano de Occidente, después de haber sido invadido por los hunos durante los siglos IV y V.

## Ammas
Amma María (hermana de Pacomio) fue la fundadora de los primeros cenobios femeninos. Cuando, en el año 320, Pacomio organiza la vida cenobítica en la Tebaida, las monjas del monasterio de Panópolis eran más de cuatrocientas.
En una celda se recluyó Thais, nacida en el siglo IV, con provisiones para tres años, después de haber sido aceptada por la Iglesia, tiempo durante el cual hizo penitencia por sus pecados. Cuando salió, se dice que vivió entre las monjas del desierto egipcio solo durante un breve período de quince días, y luego murió.